# Ешборн
Ешборн (нім. Eschborn) — місто в Німеччині, знаходиться в землі Гессен. Підпорядковується адміністративному округу Дармштадт. Входить до складу району Майн-Таунус.
Площа — 12,14 км2. Населення становить 21 641 ос. (станом на 31 грудня 2020).